# 케네디 대통령 암살 사건에 대한 의혹

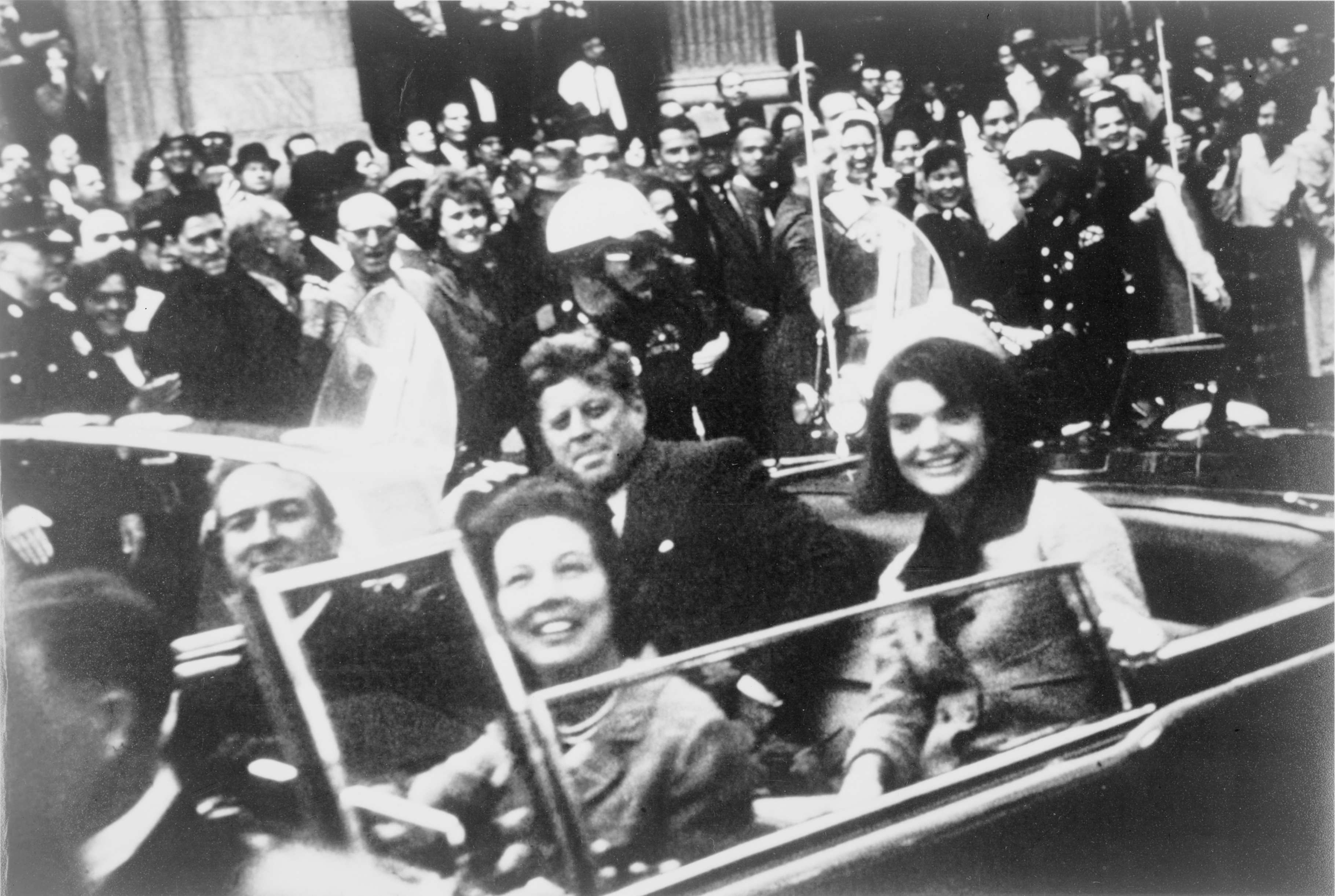
대통령 존 F. 케네디, 재클린 케네디 오나시스, 존 코널리의 부인 넬리 코널리, 존 코널리. 이후 케네디는 암살당한다.

케네디 대통령 암살 사건에 대한 의혹 (John F. Kennedy Assassination Suspicion) 은 미국의 대통령 존 F. 케네디 암살 사건을 둘러싼 의혹을 말한다. 케네디 대통령을 암살한 범인은 리 하비 오스월드라고 판명되었으나, 항간에서는 쿠바의 보복설, CIA의 음모설, FBI의 개입설, 이스라엘 모사드의 개입설, 영국 황실에게 암살당했다는 설 등이 많이 제기되었다.

## 의혹

### 비밀공작설
CIA(또는 일부 과격한 요원)는 케네디가 「빨갱이」에 굴복해 CIA를 해체하려 한다고 불안해하고 있었기 때문에, 소련에 망명한 적이 있는 오스월드를 고용해 범행을 맡긴 것이라는 음모설이다. 심지어는 오스월드는 「위장」에 사용됐을 뿐 실제로는 다른 장소에 배치된 저격의 명수에게 케네디를 저격하도록 했다는 음모설까지도 있다. 그러나 오스월드는 전문 살인청부업자가 아니며, 「위장용」으로 이용한다 해도 조금도 빈틈없이 준비하는 것은 지극히 어려운 일이라는 논리적인 허점이 있다.
하지만 이 주장은 어느 정도 설득력이 있는데, 케네디 대통령이 CIA의 어떤 제안을 일언지하에 거부했기 때문이다. 그 제안이란, 미국 전역의 대도시에서 가짜 테러를 일으켜서 쿠바와 공산권을 상대로 전쟁을 벌일 명분을 만들자는 제안이었다. 케네디가 이 제안을 거부한 지 1년 만에 그는 암살되었다.

### 마피아주도설
케네디가 대통령 선거, 피델 카스트로 암살 계통, 마릴린 먼로와 정사 스캔들 무마 등에 범죄조직의 힘을 빌렸으면서도 오히려 조직범죄 단속을 강화하자 마피아가 그를 배반자로 간주했다는 설이다. 오스월드에겐 마피아에 숙부가 있었고, 루비에게도 마피아에 친구가 많았다. 이들과 같은 「조무래기」를 이용하는 편이 조직의 개입이 드러나지 않아 유리하다고 생각한 마피아 우두머리가 있었을지도 모른다는 것이 마피아 주도설을 주장하는 이들의 설명이다. 그러나 대통령 암살이라는 위험한 일을 과연 '조무래기'가 맡으려 했을까. 어떤 방법으로 루비에게 오스월드를 살해하도록 설득했는지도 알 수 없고, 오히려 루비가 입을 열어 꼬리가 잡힐 위험도 있었을 것이다.

### 쿠바음모설 (1)
CIA가 망명한 쿠바인들을 이용한 1961년 4월의 피그스만 침공 음모 실패로 케네디에게 배반당했다고 느낀 반(反)카스트로파 망명 쿠바인의 계획으로 보는 음모설이다. 오스월드는 친카스트로파인 셈인데, 웬일인지 반카스트로파가 된 갱 친구를 만나러 쿠바에 간 적이 있다는 것이 이들의 주장이다. 하지만, 망명 쿠바인들이 공산주의에 물든 백인 오스월드를 신용했을지, 오스월드를 이용하는 복잡한 음모를 비밀리에 꾸미는 것이 그들만으로 가능했는지도 알 수 없다.

### 쿠바음모설 (2)
카스트로는 미국이 사회주의 혁명 이후 반미 정책을 실시한 자신의 암살을 기도하고 있다는 것을 충분히 알고 있었다. 그래서 보복을 위해 케네디 암살을 지령했다는 설이다. 암살은 음모였다고 믿은 린든 존슨 전 대통령이 열심히 지지한 설이다. 오스월드는 자칭 마르크스주의자로서, 친카스트로파였다. 그는 암살 2개월 전에 맥시코시티의 쿠바 대사관을 방문했다. 그러나 암살 지령을 내리는 바보 같은 짓은 하지 않는다고 카스트로 본인이 말한 적이 있다. 설령 상대가 신원이 탄로나기 쉬운 오스월드가 아니라 해도 암살 지령을 내리는 것은 분명 어리석은 짓이 아닐 수 없다.

### 쿠데타설
올리버 스톤 감독이 영화 'JFK'에서 제시한 이론(그보다는 픽션)이다. 미국 기성 체제의 악한들(베트남 철수를 저지하려 한 군부나 무기상들)이 손을 잡고 케네디 암살을 기도했다는 것이다. 확실히 역사는 그들의 소망대로 진행된 듯하지만, 암살 집행 부대, 검시 팀, 워렌 위원회 등 진상 은폐 협력자들이 이 정도 많았다면 왜 일부러 치밀한 계획을 세워 많은 사람들이 지켜보는 퍼레이드에서 암살할 필요가 있었을까.

### 실수 설 (1)
메릴랜드에 거주하는 탄도학 전문가 하워드 도나휴가 제기한 설이다. 후속 차에 타고 있던 경호원이 실수로 방아쇠를 당겨 그 총알이 대통령에게 명중했다는 것이다. 도나휴는 오스월드의 발포음을 듣고 경호원이 총을 꺼내들었을 때 오발했다고 보고 있다. 당시 암살 현장은 발사음이 뒤섞이기 쉽기 때문에 총을 쏜 당사자도 몰랐을 가능성이 있다. 그러나, 문제의 차에 타고 있던 당사자를 제외한 9명 중에서 발사음을 들었다고 증언한 사람이 아무도 없다는 점이 문제다. 오발했다고 간주되는 당사자는 당연히 도나휴의 질문에 응하려 하지 않을 것이다.

### 실수 설 (2)
오스월드의 처 마리나는 남편이 사실은 동승한 텍사스 주지사 존 코널리를 저격하려 했는지도 모른다고 증언했다. 해병대에서 불명예 제대 처분당한 오스월드는 무사고 만기제대자에 수여되는 명예제대증을 신청했다가 기각되어 당시 해군 장군이었던 코널리에게 앙심을 품고 있었다. 그가 루비와 함께 코널리 암살을 모의하는 것을 엿들었다는 댈라스의 변호사도 있다. 표적을 벗어난 것치고는 오스월드(또는 다른 누군가)의 총탄은 너무나 정확히 케네디에게 명중했다. 사격이 서툴렀다는 것은 설득력이 부족하다.

### 연방준비제도이사회개입설
케네디 대통령이 연방준비제도의 발권력을 무시하고 합중국 국고 폐를 찍어 유통하면서 연방준비제도의 권한을 약화시키려고 하자, 그것을 못마땅하게 여긴 연방준비제도가 케네디 저격에 개입했다는 것이다.
실제로 케네디 대통령은 100달러짜리 그린백을 찍어 유통하려 했으나, 그가 갑작스럽게 살해당하면서 그 지폐들은 유통되지 못하였다. 그리고 케네디 대통령은 재임 기간 동안에 재무부 장관에게 1달러짜리 합중국은 보증서를 찍어서 유통할 권한을 주었지만, 그가 죽고 난 뒤 대통령직을 승계한 린든 B. 존슨이 그 권한을 회수하고 은 보증서를 몽땅 연방준비은행 폐로 바꾸었다

영국 엘리자베스 황실 가문&영국 첩보 기관 MI5/MI6 & 영국 보수당 정부의 케네디 제거 합작설

특히 케네디 대통령은 영국 황실 및 영국 보수당 관료 분들과 많이 충돌했던 아일랜드계 가톨릭 신자 미국인 이었다. 케네디는 아일랜드 가톨릭 공화파 민족주의 신 페인을 지지하였으며, 아일랜드 더블린에 직접 방문해서 아일랜드 내전에서 희생당한 아일랜드 IRA 무장 단체 묘비에 아일랜드 삼색기를 덮어 추모하는 행보를 보이면서 북아일랜드에 있는 민주연합당과 영국 보수당 정부에게 강력하게 반발을 산 적이 있었다. 특히 영국 황실 가문과 그 황실 집안과 매우 사이가 가까운 영국 보수당 관료들은 케네디 대통령을 아일랜드계 무장정파로 간주해서 케네디 집안을 매우 불편한 시선으로 바라 보았다. 그리고 지속적인 아일랜드 공화군을 지원하면서 북아일랜드 영토를 침공할 거라는 영국 보수당 행정부의 불안함 때문에, 영국 국제 첩보 기관 MI5랑 MI6가 미국에서 가장 관계가 긴밀한 미국 친공화당 성향 로비스트를 CIA 국장으로 매수해서 제거했다는 가능성도 있다.

## 같이 보기
- 케네디 가의 저주